# Isabelle (téléfilm, 1970)
Pour les articles homonymes, voir Isabelle.
Isabelle est un téléfilm  français réalisé par Jean-Paul Roux, d'après le roman du même nom d'André Gide adapté par Jean-Jacques Thierry, diffusé le mardi 24 février 1970, sur la deuxième Chaîne de l'ORTF.

## Résumé
À la fin du XIXe siècle, un étudiant parisien passe quelques jours chez un érudit, dans un domaine normand pour ses recherches sur les sermons de Bossuet. Il est fasciné par le portrait d'une jeune femme que lui montre le petit-fils de l'érudit en précisant qu'il s'agit du portrait de sa mère. Il ne connaît initialement que le prénom de cette jeune femme : Isabelle. Dès lors, il va tenter de reconstituer l'histoire de cette absente, dont il ne parle jamais et dont on lui apprend qu'elle vient parfois la nuit hanter le château. Cependant, il finira par découvrir un secret de famille, et une réalité beaucoup plus prosaïque,.

## Fiche technique
- Réalisateur : Jean-Paul Roux[1]
- Auteur : André Gide[1]
- Adaptation : Jean-Jacques Thierry[1]
- Directeur de la photographie : Jacques Manier
- Costumes : Anne-Marie Marchand
- Décors : Marie-Claire Musson
- Durée : 105 minutes

Ce téléfilm est tourné au château de Goustimesnil à Graimbouville.

## Distribution
- Robert Etcheverry : Gérard Lacase[3]
- Béatrice Arnac : Isabelle[3]
- Georges Aubert : Gracien
- Luce Fabiole : Melle Verdure
- Claude Richard : l'Abbé
- Gabrielle Doulcet : Mme Floche
- Henri Crémieux : M. Floche
- Colette Régis : la baronne
- Léonce Corne : le baron
- Gérard Fernet : Casimir
- Fanny Robiane : Delphine
- Rose Paradis : la femme de chambre